# Bahnhof Lindau-Insel
Der Bahnhof Lindau-Insel (bis 15. Mai 1936 Lindau Stadt, bis 12. Dezember 2020 Lindau Hbf) ist ein Bahnhof in der Stadt Lindau (Bodensee) und war bis zur Wiederaufnahme des Personenverkehrs im Bahnhof Lindau-Reutin am 13. Dezember 2020 ihr wichtigster Bahnhof. Stadtseitig liegt er am Bahnhofplatz, das Empfangsgebäude umfasst die Hausnummern 1, 1a, 1b, 1e und 1f. 

## Geografische Lage

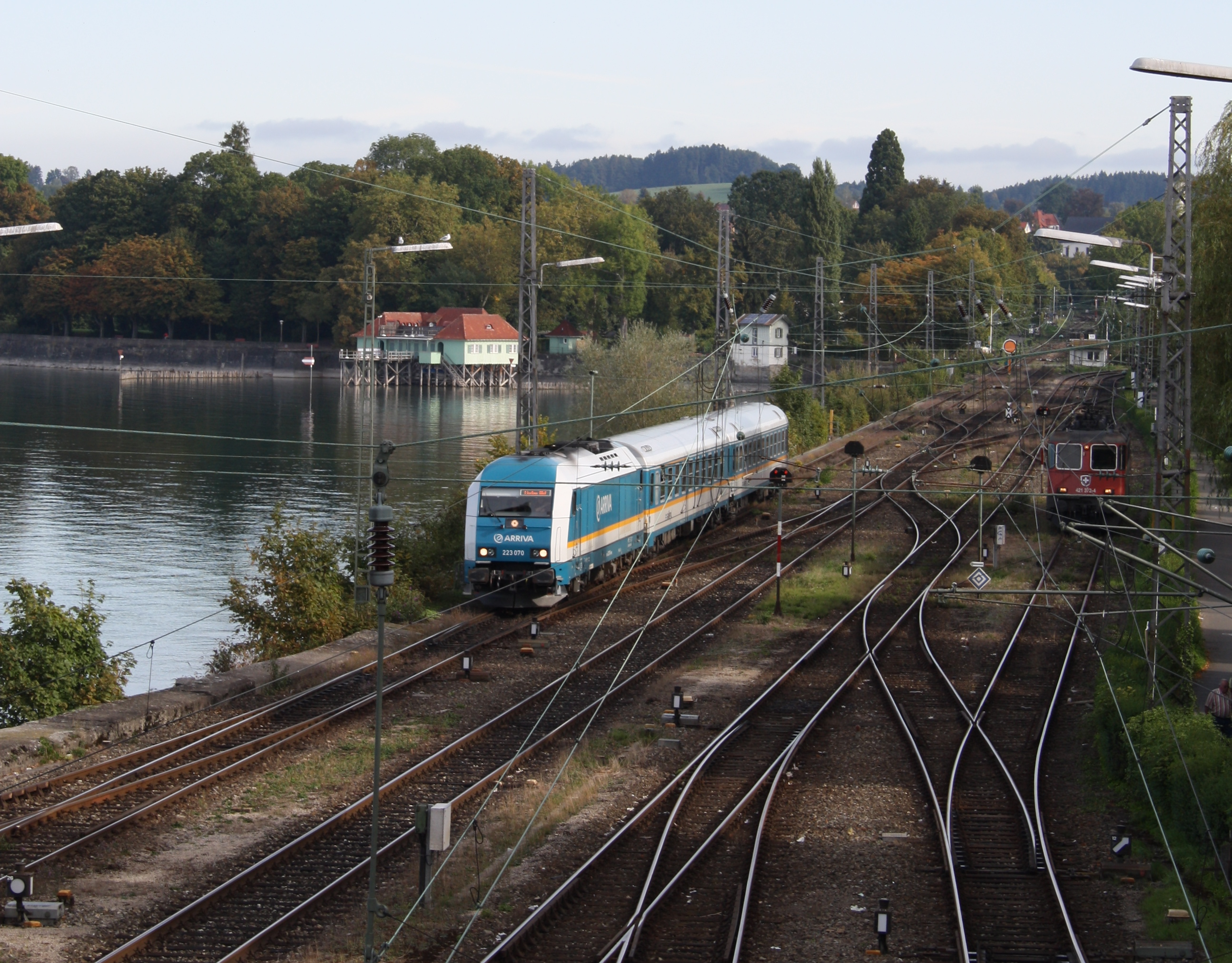
Blick von der Thierschbrücke auf den Bodenseedamm mit einer Zuggarnitur des ehemaligen alex

Der Bahnhof liegt auf der Insel Lindau im Bodensee in unmittelbarer Nachbarschaft des Lindauer Hafens. Über den viergleisig ausgeführten Eisenbahndamm ist er seit 1854 mit dem Festland verbunden. Die Bahnanlagen trennen die historisch gewachsenen Wohngebiete der Insel Lindau von der Hinteren Insel. Die 1901 errichtete und nach Friedrich von Thiersch benannte Thierschbrücke führt die Thierschstraße über die Gleise nach Westen fort. Das marode und wegen nachlassender Tragfähigkeit für Schwerfahrzeuge zuletzt nur noch einspurig befahrbare ursprüngliche Bauwerk wurde zwischen 2017 und 2019 durch einen deutlich breiteren Neubau ersetzt.

## Infrastruktur

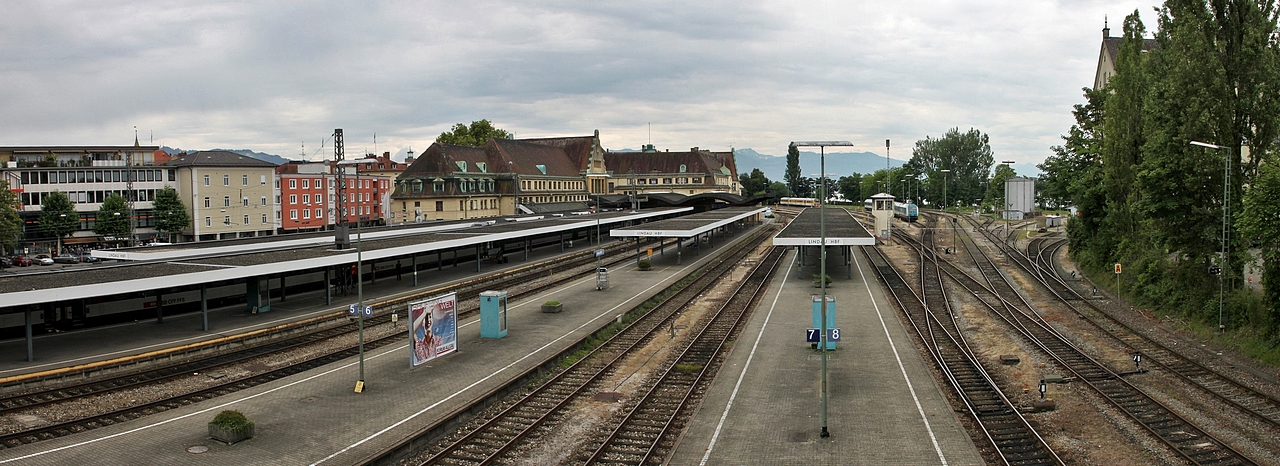
Blick über die Gleisanlagen

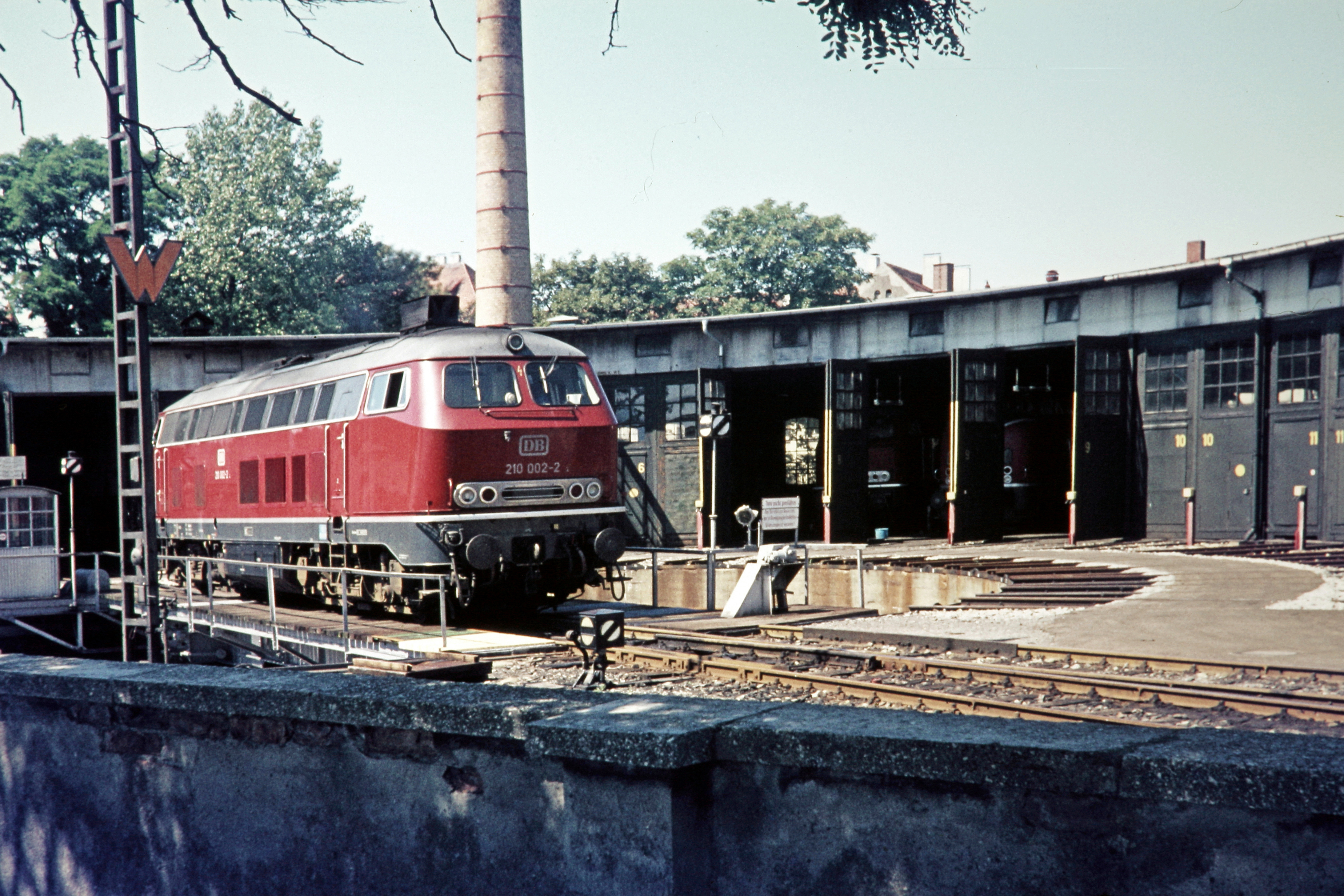
Bahnbetriebswerk mit Lokomotivschuppen und einer Diesellokomotive der Baureihe 210 auf der Drehscheibe (1974)

Der Bahnhof ist Endpunkt der Bahnstrecke Buchloe–Lindau und Ausgangspunkt der Bahnstrecke Lindau–Bludenz. Im Bereich der Bahnsteige ist er weitgehend als Kopfbahnhof gestaltet. Das heutige Empfangsgebäude steht parallel zu den Gleisen. Es wurde zwischen 1913 und 1921 im barockisierenden Heimatstil errichtet und steht unter Denkmalschutz. Es hat während der zwanzigjährigen Diskussion um den Umbau des Eisenbahnknotens Lindau stark gelitten, da kaum noch investiert wurde.
Westlich des Empfangsgebäudes liegen ein kleiner Rangierbahnhof sowie das ehemalige Bahnbetriebswerk. Dessen weitestgehend zurückgebaute Anlagen wurden bis 2021 zur Fahrzeugunterhaltung genutzt und werden künftig überbaut. Die ursprünglich für den Güterumschlag zwischen Schiff und Bahn gebaute, denkmalgeschützte Eilguthalle, die jahrzehntelang verfiel, beherbergt eine Niederlassung der Bodensee-Schiffsbetriebe sowie, nach einer Restaurierung, seit 2017 auch ein Restaurant und eine Oldtimerausstellung.
Der Bahnhof verfügte bis März 2020 über zwei 1924 in Betrieb genommene elektromechanische Stellwerke und ist mit Lichtsignalen ausgestattet. Heute wird er samt allen anderen Bahnanlagen in und um Lindau vom Bahnhof Immenstadt aus ferngesteuert.

## Geschichte

### Eröffnung des Bahnhofs und Erschließung

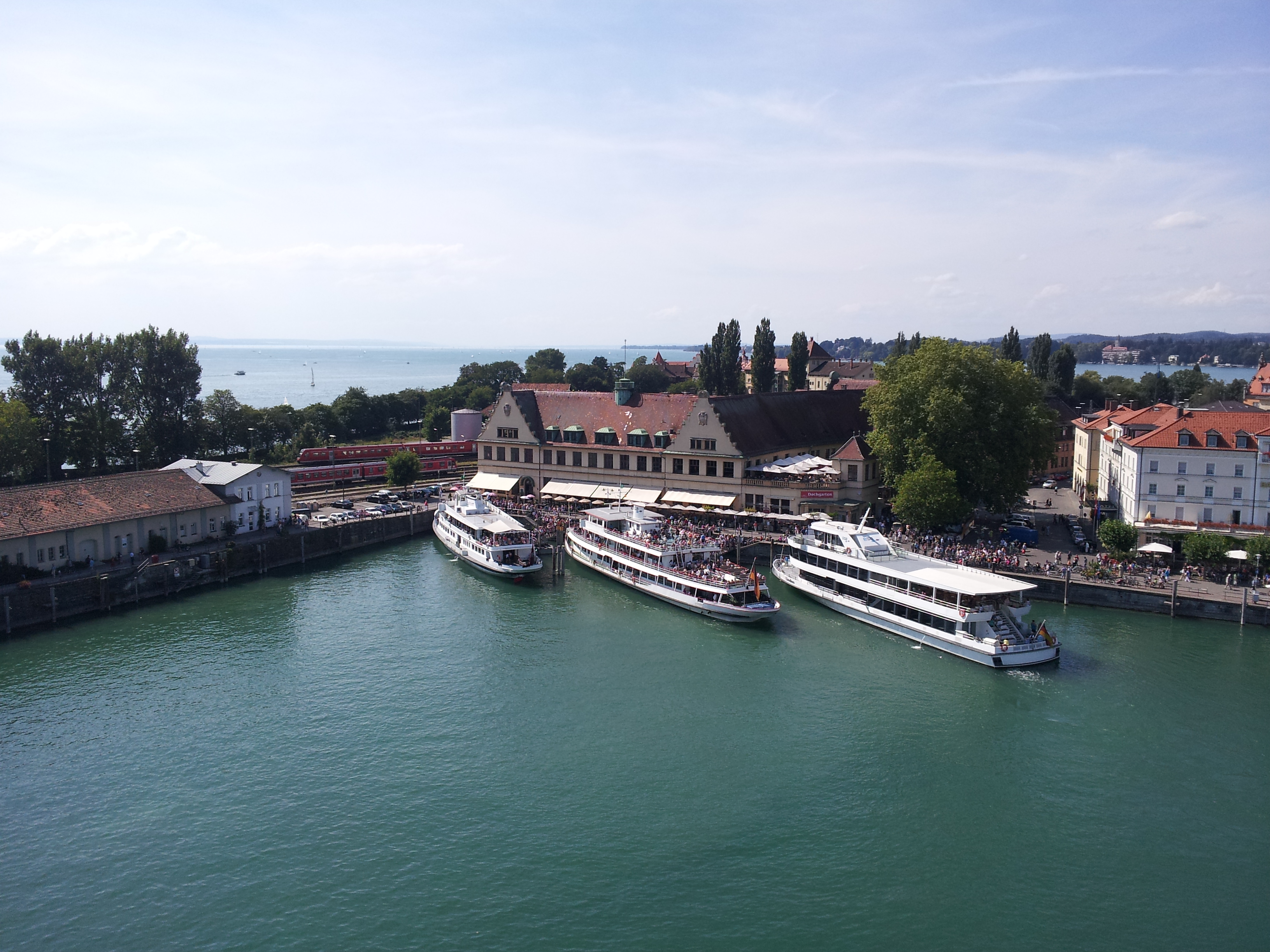
Bahnhof von der Hafenseite, die Eilguthalle (vor der Restaurierung) ist am linken Bildrand zu sehen.

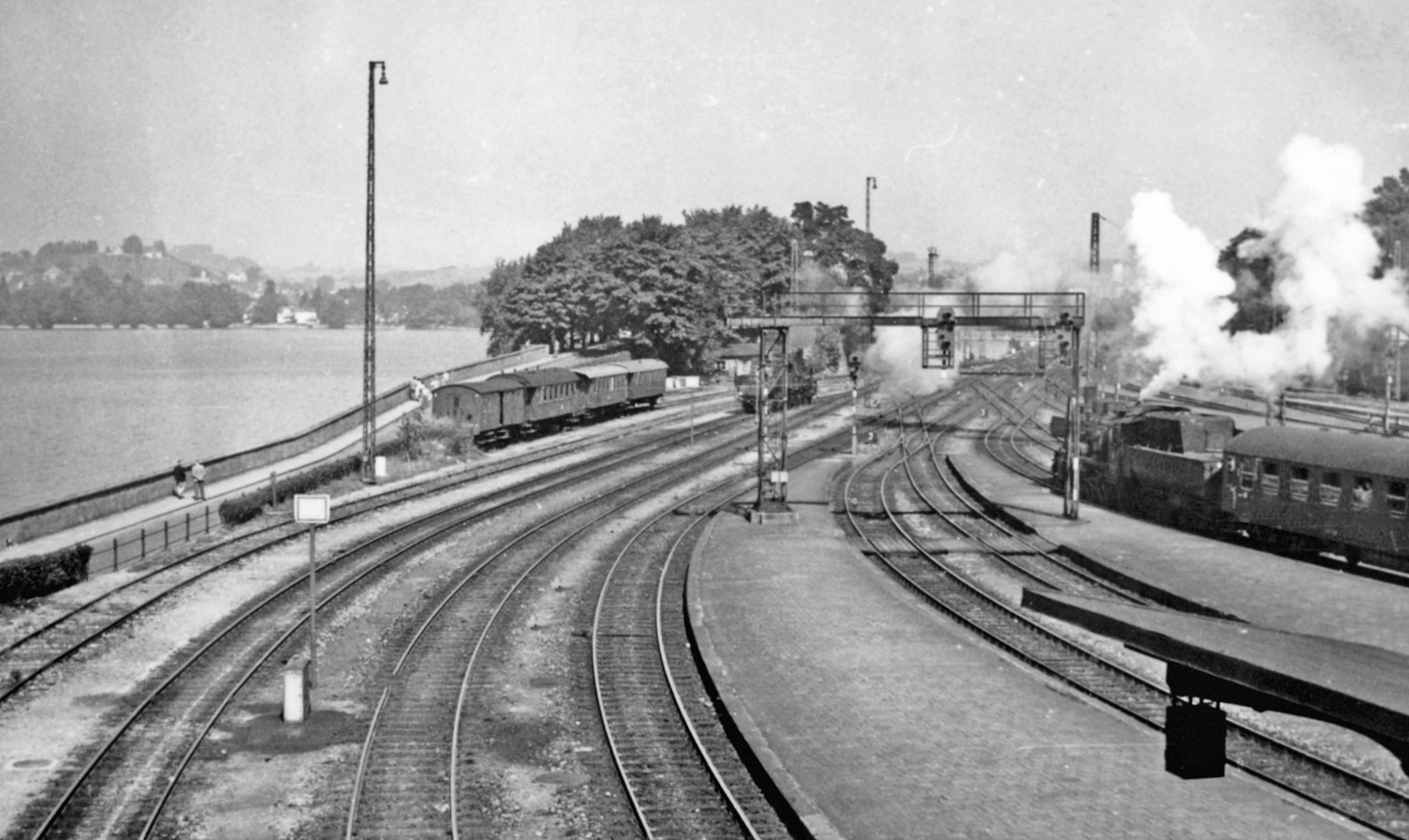
Nördlicher Bahnhofskopf (1958)

Lindau ist Endpunkt der Strecke aus Buchloe, die als Teil der Ludwig-Süd-Nord-Bahn erbaut wurde. Ihr letzter Abschnitt wurde am 1. März 1854 eröffnet, das erste Lindauer Empfangsgebäude aber erst am 2. Dezember 1854 fertig gestellt.
Da die Lokomotiven in den Anfangsjahren des Bahnhofs auch mit in der Umgebung reichlich vorhandenem Torf geheizt wurden, bauten die Königlich Bayerischen Staatseisenbahnen dafür in Lindau die entsprechende Infrastruktur auf. Die 1853/54 errichtete, denkmalgeschützte „Torfsch(l)upfe“, ein ehemaliges Lager für den Brennstoff, war Ende 2019 immer noch erhalten.
Von 1869 bis 1939 bestand im Hafen ein Trajekt für Güterwagen nach Romanshorn (Schweiz) und von 1873 bis 1899 nach Konstanz. 1899 wurde die Bahnstrecke Friedrichshafen–Lindau in Betrieb genommen, die jedoch in Aeschach endet. Dort mündet sie in die Strecke Buchloe–Lindau ein und machte das, zur Vermeidung der Passage Österreichs und der Schweiz eingerichtete, Trajekt nach Konstanz überflüssig.
Über die Strecke von und nach Bludenz erreichten ab 1872 auch die Züge der privaten Vorarlberger Bahn Lindau. Diese ging 1885 in den k.k. Staatsbahnen auf, die wiederum nach dem Ersten Weltkrieg zu den Österreichischen Bundesbahnen (ÖBB) wurden. Die jeweilige österreichische Gesellschaft unterhielt früher im Empfangsgebäude einen eigenen Fahrkartenschalter, der mittlerweile durch einen Fahrkartenautomaten ersetzt wurde. Vor allem Güterzüge können den Kopfbahnhof auf der Insel seit 1878 durch die Aeschacher Kurve auf dem Festland umgehen.
Am 21. Juli 1905 ereignete sich ein schwerer Unfall: Durch einen Rangierfehler im (damaligen) Bahnhof Oberreitnau an der Strecke nach Buchloe gerieten eine Reihe von Güterwagen auf das abwärts, Richtung Bodensee, führende Streckengleis, kamen ins Rollen, durchfuhren den Bahnhof und stürzten an dessen seeseitigem Ende in den Hafen, wobei auch Schalden des Trajekts beschädigt wurden.
Nachdem das vorhandene Bahnhofsgebäude mit mangelhaften Toilettenanlagen, Wartesälen und Arbeitsräumen des Bahnpersonals immer unzureichender wurde und mit den Reisenden von täglich 120 in Lindau eintreffenden und abfahrenden Zügen überlastet war, begann man 1913 mit dem Bau des jetzigen Empfangsgebäudes. Der Erste Weltkrieg sorgte von 1915 bis 1919 für eine Unterbrechung der Bauarbeiten. Am 15. Dezember 1921 konnte das neue Gebäude den Betrieb aufnehmen. Aufgrund der sturmexponierten Lage nahe am Bodenseeufer wurden Wert auf den Gebrauch hochwertiger Baumaterialien sowie aufgrund der Lage Lindaus als ein südliches Eingangstor zum damaligen Deutschen Reich auf ein repräsentatives und großzügiges Äußeres gelegt.
Die Strecke nach Österreich wurde zum 14. Dezember 1954 elektrifiziert. Sie war bis 2020 die einzige Strecke mit Oberleitung, die Lindau erreichte. Bis zur vollständigen Elektrifizierung des Bahnhofs 2020 waren deshalb nur die Gleise 1 bis 3 und zwei Abstellgleise elektrifiziert. Hierfür musste die Fußgängerbrücke partiell angehoben werden. Heute ist der Bahnhof Endbahnhof der Linie S1 der S-Bahn Vorarlberg.

### Änderungen im 21. Jahrhundert

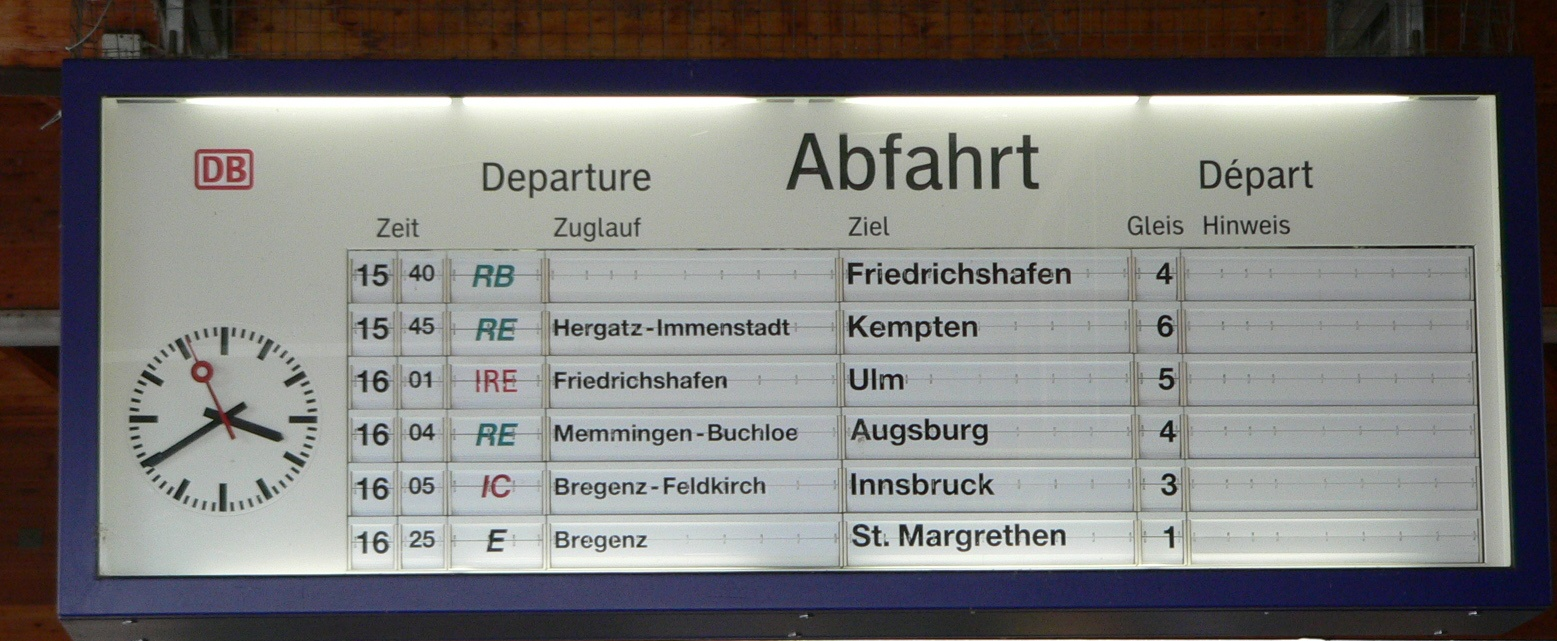
Ehemalige Fallblattanzeige im Jahr 2005, damals noch mit den Zuggattungen Eilzug (E) und Interregio-Express (IRE)

Im Zuge des Projekts Bahnhof 21 sollte der Kopfbahnhof auf der Insel aufgegeben und durch den Durchgangsbahnhof Lindau-Reutin auf dem Festland ersetzt werden. Das Vorhaben scheiterte am Widerstand der Stadt sowie am Ergebnis zweier Bürgerentscheide, welche allesamt den – zumindest teilweisen – Erhalt des Insel-Bahnhofs forderten, und wurde in der geänderten Form einer Kombilösung aus dem Bahnhof Lindau-Reutin und dem Weiterbetrieb des Insel-Bahnhofs in reduziertem Umfang umgesetzt.
Nach mehreren Anläufen wurde ab 2016 die Eisenbahninfrastruktur rund um Lindau modernisiert und umgebaut. Der erste Spatenstich fand am 24. Oktober 2016 statt. Der Fernverkehr wurde überwiegend in den zuletzt als Güterbahnhof genutzten Bahnhof Lindau-Reutin verlagert, der dafür zu einem Personenbahnhof umgebaut wurde.
Für den Bahnhof auf der Insel bedeutet die Umstrukturierung eine Verkleinerung der betrieblichen Anlagen: Die Zahl der Bahnsteiggleise sollte von acht auf sechs reduziert werden und ihre Länge verkürzt, um südlich der Prellböcke einen ebenerdigen Übergang zur hinteren Insel zu ermöglichen. Von den bisher nicht elektrifizierten fünf Gleisen werden die drei verbleibenden ebenfalls mit einer Oberleitung ausgestattet. Die Abstellanlage und die Tankstelle für Dieseltriebfahrzeuge werden nach Reutin verlagert. Bereits seit März 2020 hat ein elektronisches Stellwerk in Reutin, das (derzeit; bis zu einer späteren Migration in eine Betriebszentrale) von Immenstadt aus fernbedient wird, die Steuerung der Lindauer Eisenbahnanlagen übernommen. Der Taktknoten für den Regionalverkehr wird aber weiterhin hier verbleiben. Laut Bahn sei auf den frei werdenden Flächen ein Park im Bereich der Eilguthalle geplant, die restlichen Flächen sollen von Investoren bebaut werden. Da möglicherweise Altlasten im Boden zu entsorgen sind, wird mit einer Bebauung ab Mitte der 2020er Jahre gerechnet.
Mit Wiederaufnahme des Personenverkehrs im Bahnhof Lindau-Reutin am 13. Dezember 2020 wurde die Betriebsstelle in Lindau-Insel umbenannt und verlor ihren Status als Grenzbahnhof.

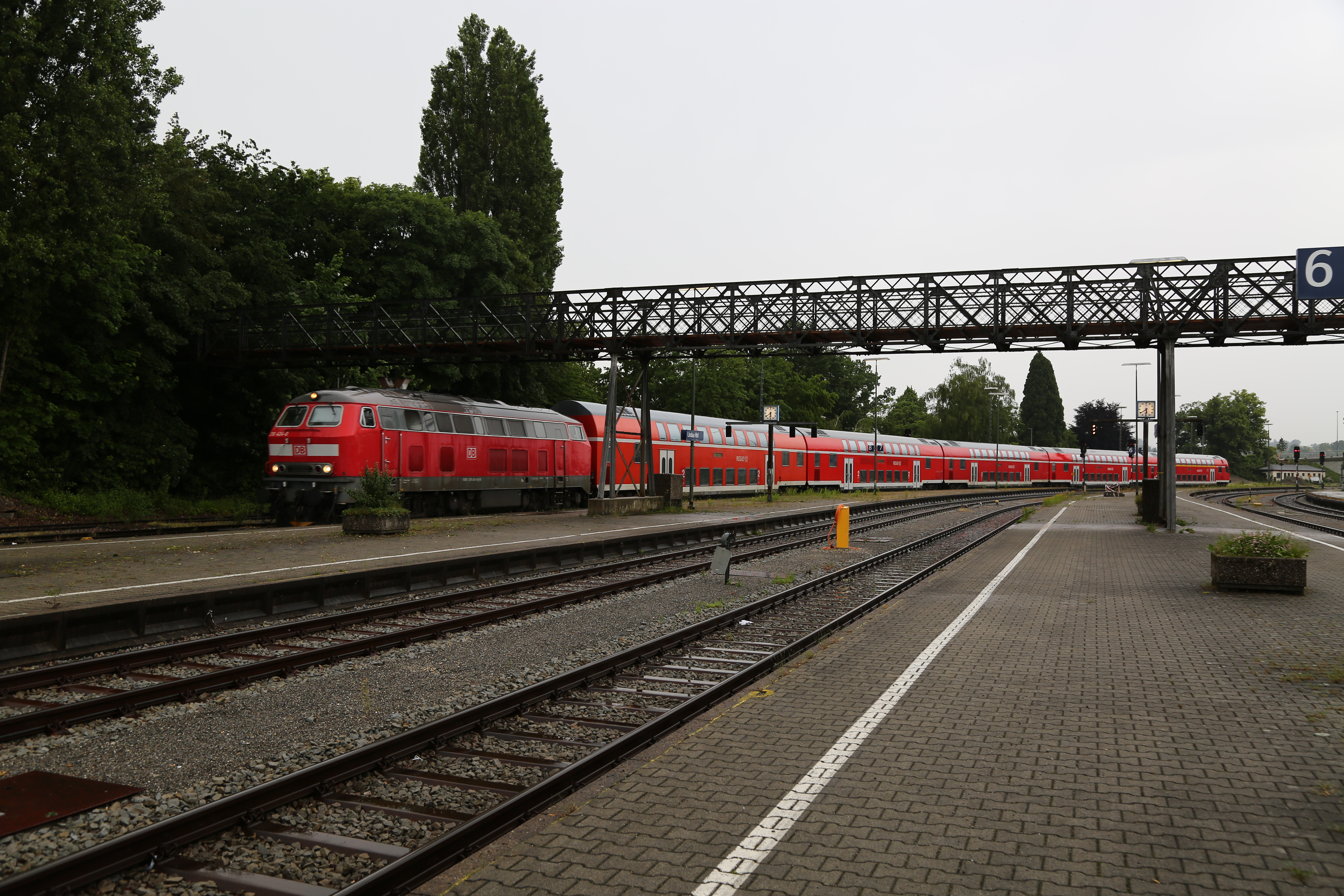
Ho-Chi-Minh-Steg (2019)

Im Jahr 2021 wurde die, 1880 von Ludwig August Riedinger erbaute, Fußgängerbrücke über die Gleise des Bahnhofs abgebaut. Sie wurde einst im Zuge der Elektrifizierung der vorderen Gleise partiell erhöht und ab 1967 in Erinnerung an den Vietcong gelegentlich Ho-Chi-Minh-Pfad genannt, alternativ Ho-Chi-Minh-Steg. Da Verträge aus dem 19. Jahrhundert eine solche Verbindung zwischen Altstadt und Hinterer Insel vorschreiben, soll nach Abschluss der Elektrifizierungsarbeiten ein neuer Steg errichtet werden.

## Bedienung

### Regionalverkehr
| Zuggattung / Linie | Betreiber                  | Verlauf | Frequenz                                   |
| ------------------ | -------------------------- | --- | ------------------------------------------ |
| RB92               | Arverio Bayern             | Lindau-Reutin – Lindau-Insel – Hergatz – Wangen – Kißlegg – Leutkirch – Memmingen                           | Zweistundentakt                            |
| RB93               | DB Regio Baden-Württemberg | Lindau-Insel – Wasserburg – Friedrichshafen Stadt (– Friedrichshafen Hafen)                                 | Stundentakt                                |
| RE7                | DB Regio Bayern            | Lindau-Insel – Lindau-Reutin – Immenstadt – Kempten – Buchloe – Augsburg (– Nürnberg)                       | Zweistundentakt 2 Zugpaare ab/bis Nürnberg |
| RE70               | DB Regio Bayern            | Lindau-Insel – Lindau-Reutin – Immenstadt – Kempten – Buchloe – München                                     | Zweistundentakt                            |
| RE96               | Arverio Bayern             | Lindau-Reutin – Lindau-Insel – Kißlegg – Memmingen – Buchloe – München                                      | Zweistundentakt                            |
| REX 1              | ÖBB-Personenverkehr        | Lindau-Insel – Lindau-Reutin – Bregenz – Dornbirn – Feldkirch (– Bludenz – Schruns)                         | (Halb-)Stundentakt                         |
| REX 7              | Thurbo                     | Lindau-Insel – Lindau-Reutin – Bregenz – St. Margrethen (ab dort als S7 der S-Bahn St. Gallen) – Romanshorn | mehrmals täglich                           |
| S 1                | ÖBB-Personenverkehr        | Lindau-Insel – Lindau-Reutin – Bregenz – Dornbirn – Feldkirch – Bludenz                                     | Zweistundentakt                            |

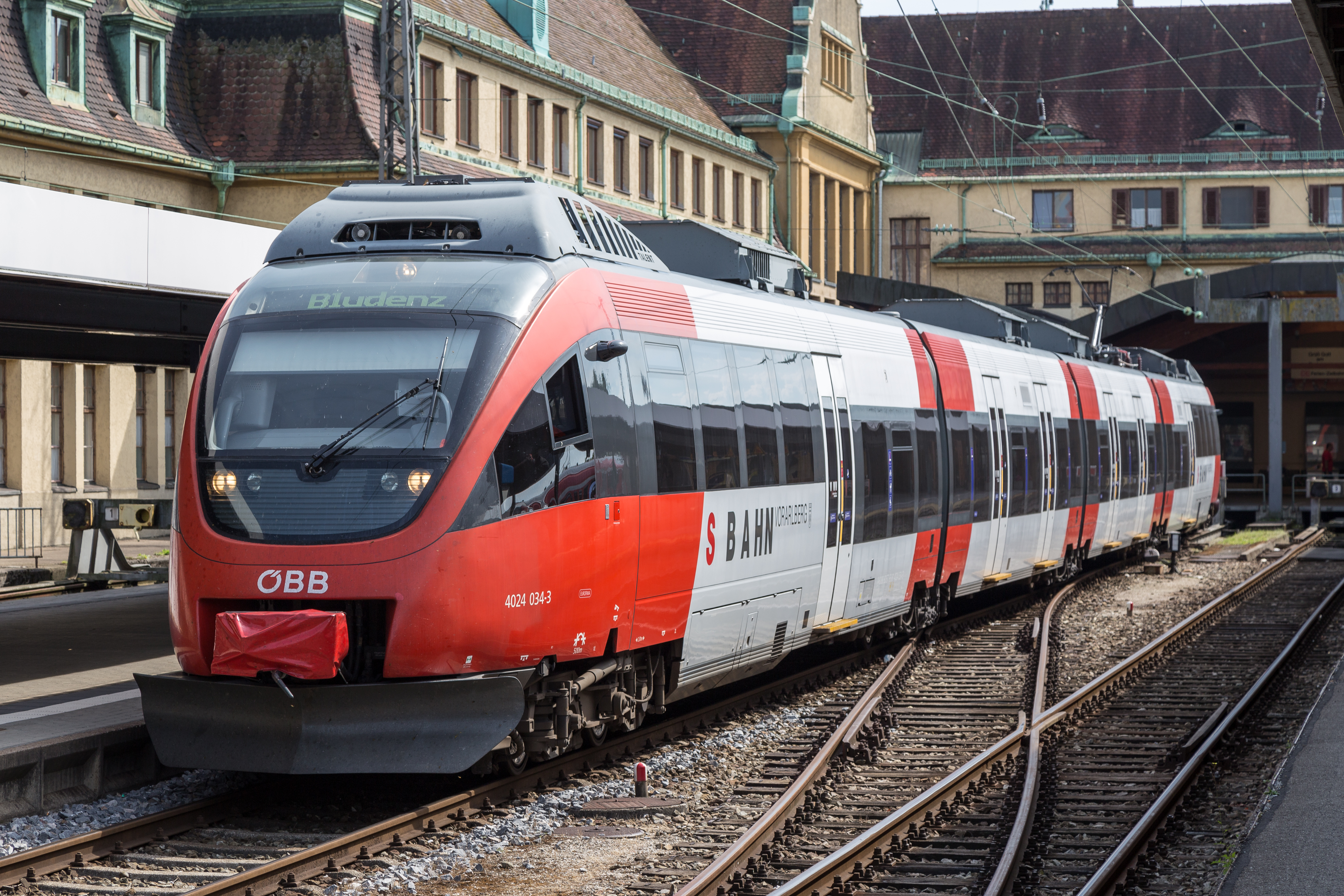
Reihe 4024 als S-Bahn-Zug nach Bludenz

Nachdem Ende 2020 bereits einzelne Linien nach Lindau-Reutin verlängert worden waren, wurden ein Jahr später weitere vollständig dorthin verlegt. So besteht zwischen Lindau-Insel und Ulm beispielsweise nur noch eine Direktverbindung (einzelner Zug frühmorgens ohne Gegenzug). Mit dem Fahrplanwechsel im Dezember 2024 wurden fast alle in Lindau-Reutin endenden Linien zum Inselbahnhof verlängert.
Der Bahnhof ist weiterhin Ausgangs- und Endpunkt einiger Überlandbuslinien, z. B. der Linie 17 nach Hergatz, der Linie 18 nach Oberstaufen und der Linie 21 nach Nonnenhorn.

### Fernverkehr

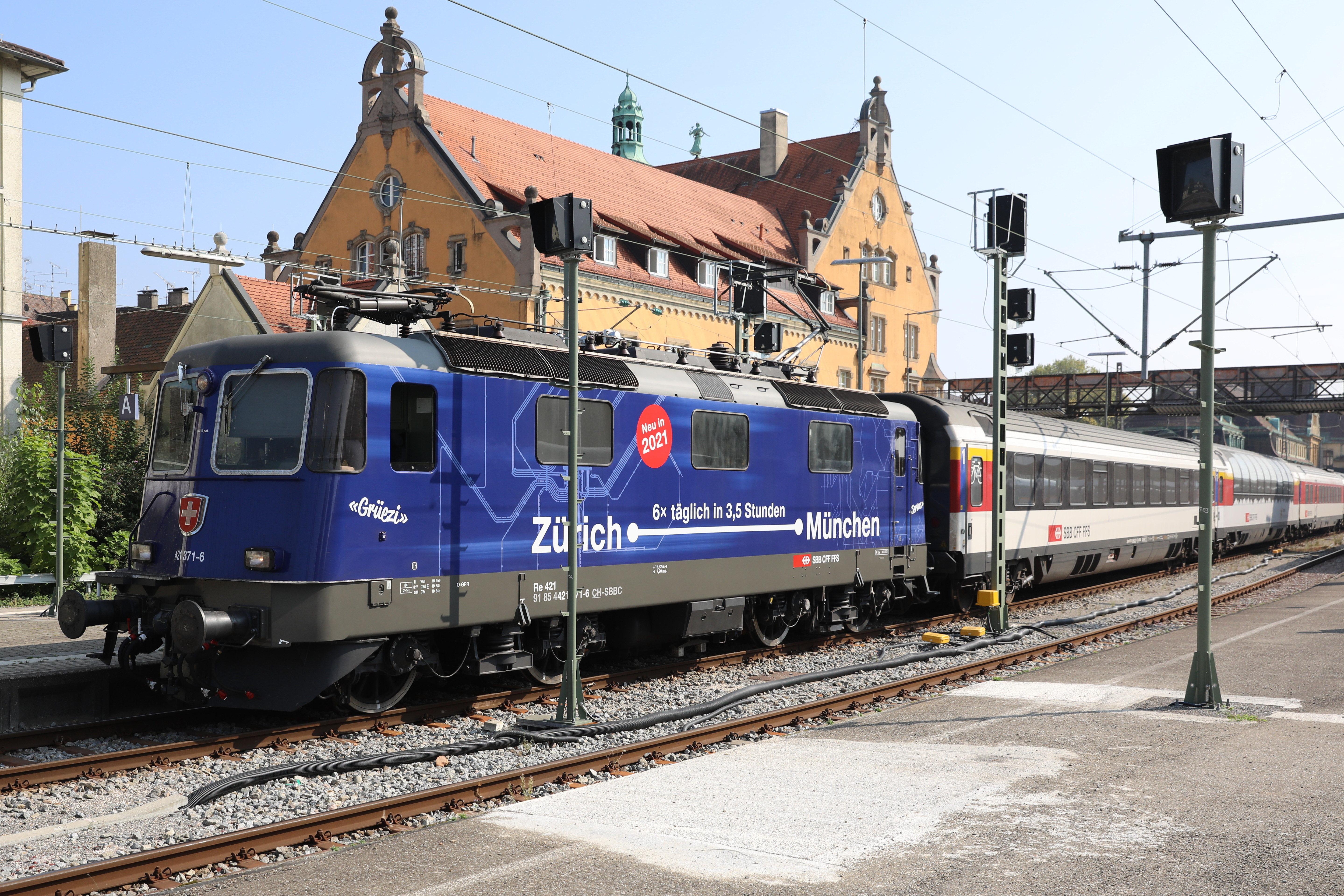
SBB Re 421 mit Eurocity München–Zürich, an dritter Stelle im Zugverband ein SBB-Panoramawagen

Im Schienenpersonenfernverkehr wurde von Dezember 2010 bis Dezember 2013 täglich ein Railjet nach Lindau durchgebunden. Der Gegenzug verkehrte bis Bregenz als Regionalexpress (REX) und ab dort als Railjet nach Wien, da der Railjet auf der Strecke Lindau–Bregenz jeweils einen Regionalexpress bzw. eine S-Bahn ersetzte. In früheren Jahren verkehrten auch Expresszüge (Ex) der ÖBB bis Lindau, unter anderem gab es schon damals Direktverbindungen nach Wien. Heute enden beziehungsweise beginnen die österreichischen Fernzüge meist in Bregenz.
Bis zum 12. Dezember 2020 verkehrte außerdem die Eurocity-Linie 88 von München über Lindau nach Zürich. Bei diesen Zügen wurde in Lindau der Lokomotivwechsel zwischen deutscher Diesel- und schweizerischer Elektrotraktion durchgeführt. Die Strecke München–Lindau über Memmingen wurde elektrifiziert, um einen durchgehenden Betrieb unter Oberleitung zu ermöglichen. Seit dem 13. Dezember 2020 bedienen die nunmehr EuroCity-Express genannten Züge München–Zürich alternativ den Bahnhof Lindau-Reutin.
Vorerst letztes Fernzugpaar im Bahnhof Lindau-Insel war bis Dezember 2021 der Intercity Bodensee der Linie 32 zwischen Dortmund und Innsbruck, auch bei ihm fand in Lindau der Wechsel zwischen Diesel- und Elektrotraktion statt.
Mit dem Fahrplanwechsel im Dezember 2024 erhielt der Bahnhof mit einem Zugpaar von und nach Wien wieder täglichen Fernverkehrsanschluss. Betrieben wird das Angebot durch die österreichische Westbahn. Die Züge verkehren über Bregenz, Innsbruck und Salzburg.

### Stadtverkehr
Auf dem Bahnhofsvorplatz verkehrt der Stadtbus Lindau mit den Linien 2 und 5, zeitweise auch mit Verstärkern, sowie der Schulbuslinie 31. Durch diesen ist der Inselbahnhof mit allen Lindauer Stadtteilen und den Nachbargemeinden Bodolz-Enzisweiler und Weißensberg verbunden.